# Isusov križni put
Isusov križni put, također i Isusove muke, Kristova patnja ili pasija (latinski passio od grčkog paschō, što znači „patiti”), je događaj iz Isusova života opisan u Novome zavjetu. On slijedi nakon suđenja Isusu i njegova mučenja (Bičevanje Isusa, Trnova kruna), koji se često ubrajaju u Isusove muke. Pogubljenje na križu, Isusovo razapinjanje, središnji je događaj Križnoga puta.
Isusove muke obilježavaju se u liturgijskoj godini tijekom Velikoga tjedna počevši s Cvjetnicom i završivši s Velikom subotom.
Isus je bio predan rimskom upravitelju Ponciju Pilatu. Ispitao ga je i nije našao nikakve krivice, ali je pod pritiskom naroda i svećenstva osudio Isusa na smrt razapinjanjem na križ. Vojnici su ga bičevali, stavili mu trnovu krunu oko glave i rugali mu se. Do gore Kalvarije, nosio je teški križ, pod kojim je više puta padao na zemlju. Šimun Cirenac pomogao mu je nositi križ, a pobožne su ga jeruzalemske žene žalile i oplakivale. Veronika mu je pružila rubac, da obriše krvavo lice. Na gori Kalvariji, vojnici su mu dali ocat pomiješan sa žuči, koji je okusio. Svukli su mu odjeću, razapeli ga na križ i pribili mu čavlima ruke i noge. Nad glavu su mu stavili natpis „Isus Nazarećanin, kralj židovski” (INRI). Razapeli su dvojicu zločinaca, jednoga Isusu s desne strane, a drugoga s lijeve. Vojnici su razdijelili među sobom Isusovu odjeću. Pod križem je bilo mnoštvo ljudi, među kojima i Marija, apostol Ivan i Marija Magdalena. Krist je treći dan po muci i smrti uskrsnuo.

## Suđenje Isusu
Na Maslinskoj gori, Židovi su uhvatili Isusa, koji se dobrovoljno predao. Prvo su ga odveli u odaje svećeničkog poglavice Ane. Bio je kolovođa cijelog pokreta protiv Isusa. Ana nije imao službeno moć pa je samo neslužbeno ispitivao Isusa i tražio razlog, zbog kojeg bi ga se optužilo i osudilo na smrtnu kaznu. Isus je šutio i uglavnom nije odgovarao na Anina pitanja. Jedan sluga udario je Isusa po obrazu vrijeđajući ga zato što nije odgovarao Ani. Isus je to strpljivo podnosio. Ana je poslao Isusa pred Veliko vijeće, koje je najviši sud za Židove. Predsjedavajući je veliki svećenik, u ovom slučaju Kajfa.
Svrha sastanka bila je, da Isusa predaju Rimljanima kao zločinca s čvrstim optužbama i dokazima. Tražili su lažno svjedočanstvo protiv Isusa, da ga mogu pogubiti. Pristupili su mnogi lažni svjedoci. Nisu dali valjane dokaze. Ispunilo se starozavjetno proročanstvo: "Ustadoše protiv mene lažni svjedoci, ali je zloba govorila protiv sebe." Nije im pomogla ni optužba, da je Isus rekao da će razvaliti Božji Hram i u tri dana ga sagraditi. Isus je pod Hramom mislio na sebe kako će uskrsnuti nakon smrti.
Budući da je Isus šutio, Kajfa mu postavi pitanje: "Zaklinjem te Bogom živim: Kaži nam jesi li ti Krist, Sin Božji? (Mt 26, 63)" Isus nije mogao šutjeti na zaziv imena Božjeg. Već prije izjavio je, da je Sin Božji pa da ovaj put šuti ili niječe, narod bi pomislio da vara. Priznao je da je Sin Božji i dodao: "Odsad ćete gledati Sina Čovječjega gdje sjedi zdesna Sile i dolazi na oblacima nebeskim (Mt 26, 64)". Židovi su razumjeli što im je rekao. To je značilo, da vlada zajedno s Bogom Ocem na nebu i da će na kraju vremena doći suditi žive i mrtve. Kajfa je razderao svoju haljinu do prsa, da pokaže da se zgraža nad Isusovom izjavom i dodao: "Pohulio je! Što nam još trebaju svjedoci? Evo, sada ste čuli hulu! Što vam se čini? (Mt 26,65)" Veliko vijeće odlučilo je da Isus zaslužuje smrt. Druga sjednica bila je kratka. Tražili su od Isusa da potvdi svoju izjavu da je Sin Božji, što je i učinio. Službeno su ga, prema propisima svoga zakona, osudili na smrtnu kaznu. Presudu Isusu morao je potvrditi rimski namjesnik, koji je tada bio Poncije Pilat (od 26. do 36. g.)
Svezana su ga doveli pred Pilata, koji je Isusa pitao je li on kralj židovski, a Isus mu je odgovorio: "Ti kažeš (Mt 27, 11)". Prije toga su glavari svećenički rekli Pilatu, kako Isus zavodi narod, ne dopušta da se rimskom caru daje porez i kako za sebe tvrdi da je kralj židovski. Pilatu su njihove optužbe bile neuvjerljive: "Nikakve krivice ne nalazim na ovom čovjeku! (Lk 23, 4)". Oni su navaljivali, a Pilat je Isusa poslao židovskom tetrarhu Herodu, kada je čuo, da je Isus iz Galileje, koja je bila Herodova oblast.
Herod je baš tih dana bio u Jeruzalemu. Razveselio se što vidi Isusa i očekivao je, da će vidjeti koje Isusovo čudo o kojima je čuo. Postavljao je Isusu mnoga pitanja, ali nije dobio odgovore. Herod ga je ismijao, obukao u bijelu haljinu i poslao Pilatu ne našavši nikakve dokaze za optužbu. Pilat je opet ponavljao, da na Isusu ne nalazi nikakve krivice i da ne zaslužuje smrt. Budući, da su Židovi i dalje navaljivali, pojavio se Isus pred Pilatom i treći put. Isus je imao trnovu krunu oko glave i grimizni plašt (crvenu vojničku kabanicu). A Pilat kaže Židovima: "Evo čovjeka! (lat. Ecce homo!) (Iv 19,5)." Time je želio reći, kako je Isus puno pretrpio bičevanjem i izrugivanjem trnovom krunom pa on smatra da bi to bilo dosta, jer ionako nije našao dovoljno dobar razlog, da ga osudi. Bio je u strahu, jer su Židovi rekli da po njihovom Zakonu mora umrijeti, jer je rekao da je Sin Božji. Židovima je rekao: "Evo kralja vašega (Iv 19,14)." Oni su vikali, da ga se ukloni i razapne. Pilat se čudio, kako to da žele da im razapne kralja, a oni odgovoriše da im je rimski car jedini kralj. Pilat je odustao i predao Isusa, da ga razapnu.

## Opis Križnog puta poevanđeljima
Isus je bio osuđen na smrt. Po židovskom zakonu, smrtna kazna nije se smjela izvršiti unutar grada, nego izvan. To je simbolički značilo, da su osuđeni izbačeni iz društva. Za Isusa nije bilo mjesta u Betlehemu, kada se trebao roditi, a nije bilo ni tada u Jeruzalemu. Određeno je, da se smakne na brežuljku izvan Jeruzalema zvanom Kalvarija ili Golgota (hrv. lubanja). Put do Golgote inače traje oko 15 minuta. Isusu je trebalo oko pola sata, jer je bio bičevan, glava ga je boljela od trnove krune, imao je rane po tijelu, oslabio je i patio boli u duši.
Put se prvo spušta pa zatim strmo uspinje do Kalvarije. Isus je padao tri puta pod križem, koji ga je nizbrdo pritiskao, a uzbrdo vukao natrag. Isusa su pratili rimski vojnici i ljudi koji su se okupili te oni koji su prolazili tim putem. Vojnici su bili grubi, vrijeđali su Isusa kada je padao i udarali ga. Dio puta ulice su bile pune ljudi. Neprijatelji su ga ismijavali i dobacivali mu pogrde.
Dolazeći iz jedne ulice, Isusa je srela njegova majka, Blažena Djevica Marija. Pratila ga je i patila. Susret Isusa i Marije bio je dirljiv i emotivan. Isusu je bilo sve teže, kako je put postajao strmiji. Trebala mu je pomoć, da ne umre putem. Rimski vojnici nagovorili su Šimuna Cirenca da Isusu pomogne nositi križ. On je bio iz pokrajine Cirene na sjevernoj obali Afrike, bio je potomak židovskih doseljenika. Šimun Cirenac je u početku nevoljko nosio križ, a kasnije mu je bilo drago da može pomoći Isusu. On i njegova obitelj prešli su na kršćanstvo. Njegova dva sina Aleksandar i Rufa te njegova majka spominju se u Novom zavjetu.
Malo kasnije dogodio se događaj, koji nije zabilježen u Bibliji, ali je poznat iz usmene predaje. Žena imenom Veronika pružila je Isusu rubac, da obriše lice. Na Veronikinom rupcu ostao je obris Isusova lica.
Isusa su oplakivale jeruzalemske žene i žene iz drugih krajeva. Židovskim zakonom bilo je zabranjeno oplakivati onoga koga je veliko vijeće osudilo na smrt. Žene su pokazale hrabrost, jer su ih farizeji poprijeko gledali. Tada su na ulici u posebnim grupama hodale žene, a posebno muškarci, nisu hodali zajedno. Isus je jeruzalemskim ženama poručio: "Kćeri jeruzalemske, ne plačite nada mnom, nego plačite nad sobom i nad djecom svojom. Jer evo idu dani kada će se govoriti: Blago nerotkinjama, utrobama koje ne rodiše i sisama koje ne dojiše. Tada će početi govoriti gorama: Padnite na nas! i bregovima: Pokrijte nas! Jer ako se ovako postupa sa zelenim stablom, što li će biti sa suhim? (Lk 23, 28-31)". Isus ide dobrovoljno u smrt, da zadovolji za grijehe ljudi. Ženama poručuje, da štede suze za vrijeme kada će Jeruzalem biti razoren. To se i dogodilo. Rimski vojnici bili su brutalni prema djeci jeruzalemskih žena. Isus je sebe nazvao zelenim stablom. Time je upozorio Židove da se pokaju, jer ako je on nevin doživio ovakvu muku, što li će tek biti s njima koji nisu nevini. Vodili su još dvojicu osuđenika da ih razapnu s Isusom. Kada su došli na mjesto zvano Lubanja (Golgota), tamo su razapeli Isusa i drugu dvojicu.

## Starozavjetna proroštva
Kršćani tumače najmanje tri odlomka Starog zavjeta kao proročanstva o Isusovoj muci.
Prvi i najočitiji je od Izaije (Iz 52,13-53,12 (8. ili 6. stoljeće prije Krista). Ovo proročanstvo opisuje bezgrešnoga čovjeka, koji će se iskupiti za grijehe svoga naroda. Svojom dobrovoljnom patnjom, spasit će grešnike od pravedne kazne Božje. Isusova smrt je ispunila to proročanstvo : "Izrastao je pred njim poput izdanka, poput korijena iz zemlje sasušene. Ne bijaše na njem ljepote ni sjaja da bismo se u nj zagledali, ni ljupkosti da bi nam se svidio. Prezren bješe, odbačen od ljudi, čovjek boli, vičan patnjama, od kog svatko lice otklanja, prezren bješe, odvrgnut. A on je naše bolesti ponio, naše je boli na se uzeo, dok smo mi držali da ga Bog bije i ponižava. Za naše grijehe probodoše njega, za opačine naše njega satriješe. Na njega pade kazna - radi našeg mira, njegove nas rane iscijeliše." (Iz, 53,2-5) i "Sluga moj pravedni opravdat će mnoge i krivicu njihovu na sebe uzeti. Zato ću mu mnoštvo dati u baštinu i s mogućnicima plijen će dijeliti, jer sam se ponudio na smrt i među zlikovce bio ubrojen, da grijehe mnogih ponese na sebi i da se zauzme za zločince." (Iz, 53,11-12) U Izaijinoj pjesmi o Sluzi Jahvinu, jasno se prepoznaje Mesija-Patnik, iako u njoj “nema više progonitelja”. Ubrojen je među zlikovce (Lk 22,37), premda nije počinio nepravde (53,9), niti je učinio išta opako (Lk 23,41). Takav je, jer: Svidjelo se Gospodinu pritisnuti ga bolima, da bude uosobljeno “ostvarenje volje Božje”.
Drugo proročanstvo o Kristovoj muci je drevni tekst, koji je Isus osobno citirao, dok je umirao na križu. S križa, Isus povika iza glasa: „Eli, Eli, Lema sabahtani? što znači: "Bože moj, Bože moj, zašto si me ostavio?" (Mk 15,34). Ove Isusove riječi bile su citat drevnog psalma. Kralj David, u Psalmu 22, prorekao je patnje Mesije: "A ja, crv sam, a ne čovjek, ruglo ljudi i naroda prezir. Koji me vode, podruguju se meni, razvlače usne, mašu glavom: "U Jahvu se on uzda, neka ga sad izbavi, neka ga spasi ako mu omilje!" Iz krila majčina ti si me izveo, mir mi dao na grudima majke. Tebi sam predan iz materine utrobe, od krila majčina ti si Bog moj. Ne udaljuj se od mene, blizu je nevolja, a nikog nema da mi pomogne. Opkoliše me junci mnogobrojni, bašanski bikovi okružiše mene. Kao voda razlih se, sve mi se kosti rasuše; srce mi posta poput voska, topi se u grudima mojim. Grlo je moje kao crijep suho, i moj se jezik uz nepce slijepi: u prah smrtni bacio si mene. Opkolio me čopor pasa, rulje me zločinačke okružile. Probodoše mi ruke i noge, sve kosti svoje prebrojiti mogu, a oni me gledaju i zure na me. Haljine moje dijele među sobom i kocku bacaju za odjeću moju." (Ps 22,7-19).
Treće glavno proročanstvo Muke je iz Knjige Mudrosti. Protestantski kršćani ga svrstavaju u apokrife, a rimokatolici i pravoslavci među Deuterokanonske knjige. Knjiga je napisana oko 150 godina pr. Kr., a mnogi su shvatili ove stihove kao izravna proroštva Isusove muke: "Postavimo zasjedu pravedniku, jer nam smeta i protivi se našem ponašanju, predbacuje nam prijestupe protiv Zakona i spočitava kako izdadosmo odgoj svoj. On se hvasta posjedom spoznaje o Bogu i naziva se sinom Gospodnjim. On je ukor utjelovljeni našim mislima, sama njegova pojava tišti našu dušu. Život njegov nije kao u ostalih i njegovo je ponašanje nastrano. Smatra nas patvorinom i uklanja se od putova naših kao od nečisti. On svršetak pravednika proglašava sretnim i hvali se da mu je Bog otac. Pogledajmo jesu li istinite riječi njegove, istražimo kakav će biti njegov svršetak. Jer ako je pravednik Božji sin, On će se za nj zauzeti i izbavit će ga iz ruku neprijateljskih. Zato ga iskušajmo porugom i mukom da istražimo blagost njegovu i da prosudimo strpljivost njegovu. Osudimo ga na smrt sramotnu, jer će mu, kako veli, doći izbavljenje." (Mudr 2,12-20).
Osim gore navedenoga, treba spomenuti, još barem tri ostala, manje razrađena mesijanska proročanstva, koja su se ispunila Isusovim raspećem. To su sljedeći odlomci iz Staroga zavjeta: "Mnoge nevolje ima pravednik, ali ga Jahve od svih izbavlja." (Ps 34,20), "U jelo mi žuči umiješaše, u mojoj me žeđi octom napojiše." (Ps 69,22), "A na dom Davidov i na Jeruzalemce izlit ću duh milosni i molitveni. I gledat će na onoga koga su proboli; naricat će nad njim kao nad jedincem, gorko ga oplakivati kao prvijenca." (Zah 12,10).

## Proročanstva u Novome zavjetu
Evanđelje objašnjava, kako su se stara proročanstva ispunila Isusovim raspećem.
"Dođoše dakle vojnici i prebiše golijeni prvomu i drugomu koji su s Isusom bili raspeti. Kada dođoše do Isusa i vidješe da je već umro, ne prebiše mu golijeni, nego mu jedan od vojnika kopljem probode bok i odmah poteče krv i voda. Onaj koji je vidio svjedoči i istinito je svjedočanstvo njegovo. On zna da govori istinu da i vi vjerujete jer se to dogodilo da se ispuni Pismo: Nijedna mu se kost neće slomiti. I drugo opet Pismo veli: Gledat će onoga koga su proboli." (Iv, 19,32-37).
U Evanđelju po Marku, Isus proriče svoju muku i uskrsnuće tri puta:
- Na putu do Cezareje Filipove, predviđa da će Sin Čovječji (Isus) biti ubijen i uskrsnuti u roku od tri dana.
- Nakon Preobraženja, opet predviđa da će Sin Čovječji biti ubijen i uskrsnuti u roku od tri dana.
- Na putu prema Jeruzalemu, predviđa da će Sin Čovječji biti predan vodećim farizejima i saducejima, biti osuđen na smrt, predan poganima, izrugan, bičevan, biti ubijen, i uskrsnuti u roku od tri dana.

Kršćani tvrde, da su to slučajevi istinskih i ispunjenih proročanstava. Mnogi znanstvenici vide semitska obilježja i tradiciju u Mk 9,31.
Nakon trećeg proročanstva, Evanđelje po Marku navodi, da su braća Jakov i Ivan pitali Isusa, da li mogu sjediti njemu zdesna i slijeva, a Isus ih pita, mogu li piti iz čaše, koju on mora piti. Oni kažu da oni to mogu. Isus potvrđuje, ali kaže da su mjesta na desnoj i lijevoj strani, rezervirana za druge. Mnogi kršćani to vide kao referencu na dva razbojnika prilikom Isusova raspeća. Čaša se ponekad tumači kao simbol njegove smrti, u svjetlu Isusove molitve u Getsemanskom vrtu: "Oče moj! Ako je moguće, neka me mimoiđe ova čaša. Ali ne kako ja hoću, nego kako hoćeš ti." (Mt 26,39)

## U liturgiji

### Veliki tjedan
Većina kršćanskih denominacija pročitat će jedan ili više tekstova Muke Gospodnje, tijekom Velikog tjedna, posebno na Veliki petak. U Katoličkoj Crkvi, veliki križ s prikazom raspetog Krista izlaže se u crkvi i svaki vjernik pristupa iskazati poštovanje. Tijekom sv. mise na Cvjetnicu, osim svećenika, Evanđelje čitaju i vjernici. Svećenik čita Isusove riječi, a vjernici ostalo.
Kod pravoslavnih i grkokatoličkih vjernika, molitvena služba za Veliki petak sastoji se od dvanaest čitanja Muke Gospodnje iz Evanđelja, kronološkim redom - od Posljednje večere do ukopa u grob. Prvo od ovih dvanaest čitanja je najduže čitanje Evanđelja, tijekom cijele liturgijske godine. Osim toga, svaka srijeda i petak tijekom cijele godine posvećeni su spomenu na Muku Gospodnju.
Većina Crkvi, održava neki oblik komemoracije raspeća u popodnevnim satima petka. Ponekad je u obliku bdjenja od podneva do 15:00, u približno vrijeme, kada je Isus visio i izdahnuo na križu. Ponegdje se prikazuje Skidanje s križa, npr. u bizantskoj tradiciji (pravoslavci i grkokatolici).

### Naknada Isusu
Katolička tradicija uključuje posebne molitve zadovoljštine i pobožnosti, kao što su djela naknade za patnje i uvrede, koje je Isus pretrpio tijekom svoje muke. Cilj je obratiti se, činiti pokoru i zadovoljštinu za grijehe te ne griješiti više protiv Isusa. Neke takve molitve nalaze se u molitveniku „Raccolta“ (objavljivan od 1807. do 1950.), koji također uključuje i molitve, kao djela naknade Djevici Mariji.
U svojoj enciklici „Miserentissimus Redemptor“, papa Pio XI. piše, da su naknade Isusu Kristu dužnost za katolike i vrsta naknada za Isusove patnje i boli.
Papa Ivan Pavao II. nazvao je takve naknade kao "neprestano nastojanje, da se stoji uz beskrajne križeve na kojima je Sin Božji i dalje razapet".

## Likovna umjetnost
Svaka epizoda, poput bičevanja Krista ili ukopa Krista prikazana je puno puta u umjetnosti, a Raspeće je najčešći motiv. Muka Gospodnja često je prikazana ciklusom; ciklusi Albrechta Dürera bili su toliko popularni, da je načinio tri različite inačice. Andachtsbilder je njemački izraz za pobožne predmete poput Čovjeka boli ili Piete, koji su proizašli iz priče o Muki Gospodnjoj. Arma Christi, ili "oruđa muke" su predmeti vezani uz Isusovu muku, kao što su križ, trnova kruna i sveto koplje (kojim je proboden Isus). Veronikin rubac također je takav predmet vezan uz Isusovu muku, kao i Torinsko platno te Sudarij iz Ovieda (komad krvave tkanine promjera 84 x 53 cm, koja je po predaji bila omotana oko Isusove glave nakon što je njegovo tijelo skinuto s križa gdje je bio razapet).
U Rimokatoličkoj Crkvi, križni put je pobožnost na spomen Isusove muke, od trenutka kada Isusa osuđuju na smrt do polaganja Isusova tijela u grob. Sastoji se od 14 postaja. Za svaku postaju, u crkvama ili na javnim mjestima postavljaju se slike ili kipovi s likovnim prikazima Isusove muke. Pobožnost je vrlo stara i potječe iz Jeruzalema. Nastala je tijekom hodočašća, kada su vjernici obilazili mjesta Isusove muke. Križni put su promicali sv. Franjo Asiški i franjevci, ali se pobožnost značajnije proširila tek u 18. stoljeću te je priznata u Katoličkoj, Evangeličkoj i u nekim protestantskim crkvama. Likovni prikaz postaja križnoga puta, postao je sastavni dio interijera crkvi. Sastoji se od 14 slika ili kipova, koji predstavljaju prizore Isusova trpljenja. Ta tradicija postoji od 17. stoljeća.
Sacri Monti (tal. Sveta brda) Pijemonta i Lombardije je skupina od devet kapela i drugih građevina u sjevernoj Italiji koje su podignute od konca 16. do 18. stoljeća. Posvećene su različitim oblicima kršćanstva i predstavljaju građevine velike ljepote, skladno uklopljene u krajolik šuma i jezera. One zapravo žele podsjetiti na Novi Jeruzalem i pružiti priliku hodočasnicima mogućnost, da posjete mjesta Isusove muke u vrijeme kada nije bilo moguće otputovati u Svetu Zemlju. One se nalaze na uzvišenom mjestu, u prirodnom okolišu, obično blizu grada i na nekom hodočasničkom putu. Uspon na sveto brdo je proživljavanje križnog puta kojim se Isus popeo na Kalvariju (Put suza).

## Glazba
Glavna tradicionalna vrsta crkvene glazbe, koja se pjeva tijekom Velikog tjedna su "pasije", koje se temelje na Evanđelju. To je i katolička i luteranska tradicija. Primjer za to su: "Tužaljke proroka Jeremije", "Stala plačuć' tužna mati" (lat. Stabat mater dolorosa) ili "Sedam posljednjih Kristovih riječi".
Čitanje evanđeoskih tekstova Muke Gospodnje, tijekom Velikog tjedna datira iz 4. stoljeća. Počelo se intonirati (a ne samo govoriti) u srednjem vijeku, najkasnije od 8. stoljeća. Rukopisi iz 9. stoljeća "litterae significativae" ukazuju na pjevanje tih tekstova, a kasniji rukopisi počinju navoditi točne bilješke kako se pjevaju. Do 13. stoljeća, različiti pjevači koristili su se za različite likove evanđeoskih tekstova i ta je praksa postala prilično univerzalna do 15. stoljeća.
U kasnijem 15. stoljeću, broj novih stilova počeo se rađati poput "Summa Passionis", koje su sinopsis sva četiri evanđelja, uključujući "Sedam posljednjih riječi" (tekst su kasnije postavili Joseph Haydn i Theodore Dubois). Nije bilo za crkvenu upotrebu, ali se svejedno naširoko širilo.
U 16. stoljeću, ovakva djela su skladali za crkvene potrebe: Tomás Luis de Victoria, William Byrd, Jacobus Gallus, Francisco Guerrero, Orlando di Lasso i Cypriano de Rore.

## Prikazi i procesije
U tradicijski katoličkim zemljama, često se u crkvama izvode liturgijske drame s glazbom, na temu Isusova križnoga puta. Takav prikaz poznat je npr. u Oberammergau u Njemačkoj i u brazilskoj državi Pernambuco (smatra se najvećom ljetnom pozornicom na svijetu).
Mirakul je podvrsta srednjovjekovne liturgijske drame. Temelji se na biblijskim prizorima, tematski je vezan uz crkvene blagdane, a izvedbe su katkada trajale i po nekoliko dana. U 15. stoljeću u gradovima uz Jadransko more zabilježeni su i prvi mirakuli na hrvatskom jeziku. U Chesteru, u Englelskoj, prikazuje se mirakul kao portret Kristove muke, posebno njegova poniženja prije raspeća.
Procesije na Cvjetnicu prikazuju, Isusov ulazak u Jeruzalem, ponegdje se koriste i drveni magarci na kotačima. Veliki tjedan u Španjolskoj ima mnogo tradicijskih javnih procesija, s najpoznatijom u Sevilji.
Pasionska baština je kulturno-umjetnička manifestacija u Zagrebu, koja se održava svake godine uoči Uskrsa, kao niz likovnih, glazbenih, kazališnih, književnih i folklornih događanja vezanih uz Kristovu muku i uskrsnuće. U sklopu Pasionske baštine raspisuje se natječaj za najbolje radove na temu Muke - naizmjence likovni, književni i glazbeni, a svake druge godine održava se međunarodni simpozij Muka kao nepresušno nadahnuće kulture.
Među filmovima, najpoznatiji igrani film na temu Kristove muke je Pasija redatelja Mela Gibsona.

## Vanjske poveznice
- Razmatrati Kristovu Muku
- Sv. Alfons Marija Liguori: Razmatranja o muci Isusovoj, Zagreb, 2001.  Arhivirana inačica izvorne stranice od 19. travnja 2016. (Wayback Machine)
- Stipan Gerdenić: Uzdisaji verhu svakog sata Muke Isusove, 1863.
- Anna Katharina Emmerich: Gorka muka Gospodina našega Isusa Krista, Zagreb, 2009.  Arhivirana inačica izvorne stranice od 27. svibnja 2015. (Wayback Machine)
- Josip Marenić: Pobožnost presvetim ranama Isusovim, Zagreb  Arhivirana inačica izvorne stranice od 19. travnja 2016. (Wayback Machine)
- B. Castegnaro - J. Sheen: Isusova muka, smrt, uskrsnuće i opći sud, Zagreb, 2011.  Arhivirana inačica izvorne stranice od 19. travnja 2016. (Wayback Machine)